# 函館市交通局9600形電車
函館市交通局9600形電車（はこだてしこうつうきょく9600がたでんしゃ）は、2007年3月20日に営業運転を開始した函館市交通局（現在の函館市企業局交通部。函館市電）の路面電車車両である。愛称はらっくる号。
北海道初の超低床形電車であり、札幌市電のA1200形電車(愛称　ポラリス)に先んじて導入した超低床車でもある。

## 概要
函館市交通局では初の全面低床車。アルナ車両が開発したリトルダンサーシリーズの一つで、同シリーズでは初の2車体連接型の車両・タイプC2である。 
函館市交通局では2002年に在来車の機器流用更新で部分低床構造の8100形1両を先行製作したが、部分低床構造には実用面での問題があったため（詳細は当該項目参照）、これに続く本形式は2車体連接（連結部に台車はない）の新造車となった。なお、交通局では、本車両を「純国産初の2連接電車」としている。
床面高さが最低360mmの低床ノンステップ構造となっていて、補助スロープによって車椅子での乗降が可能である。座席は、運転席右後部が進行方向を向いた2人掛けのシートになっている他は大半がロングシートとなっていて、乗車口近くの一部の座席を跳ね上げてから専用のベルトを使う事で2台の車椅子を固定することが出来る。

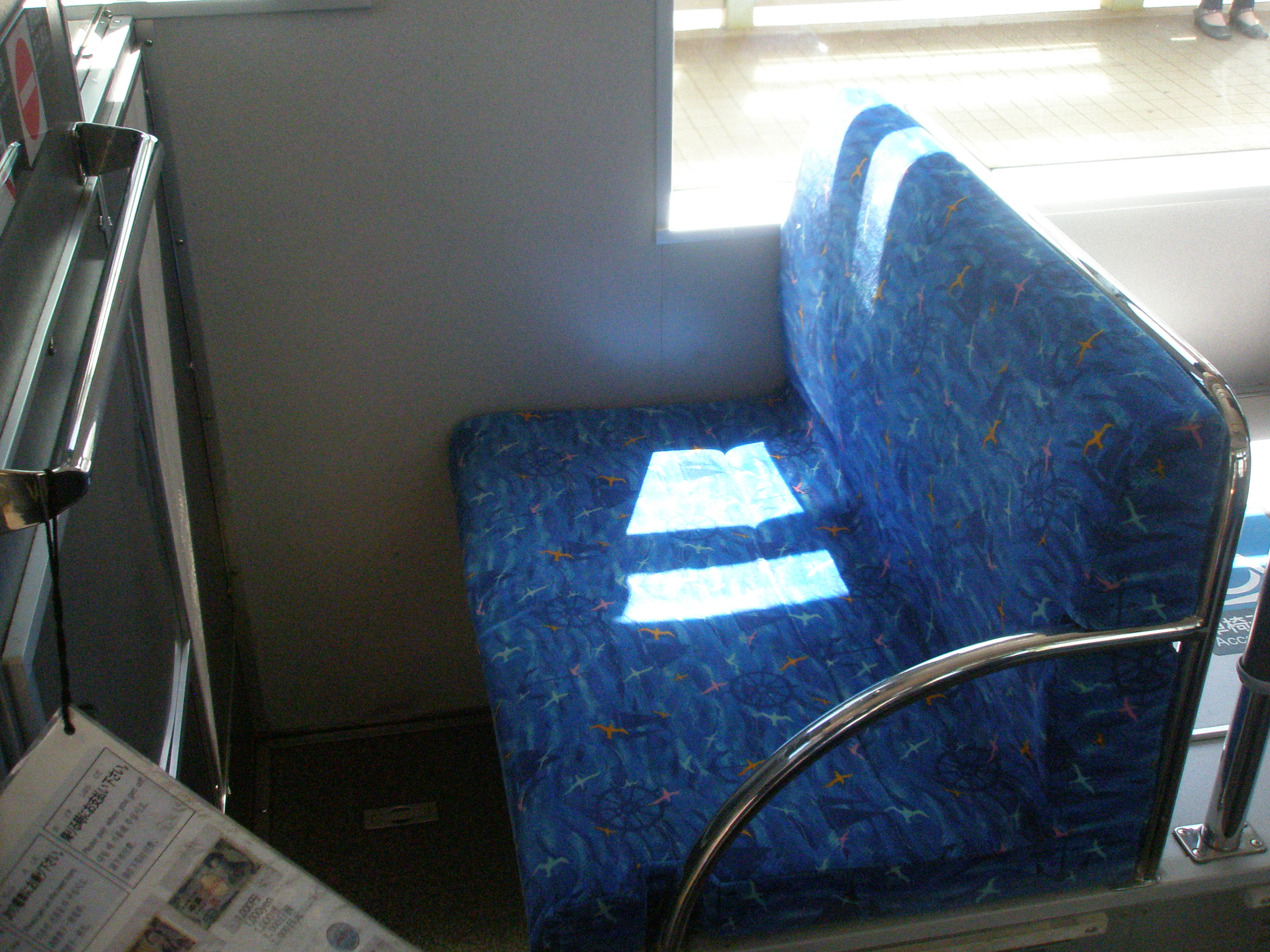
函館市交通局9600形電車・運転席右後部の2人掛けシート

車両の塗装は「冬をイメージしたスノーホワイト」をベースに、「函館山から見た夕暮れへ移ろうとする夜景と港まち函館をイメージするイブニングブルーパープル」を窓周りにあしらっている。扉は各車体に前扉と中扉が1つずつあり、前扉折戸、中扉引戸となっている。
前面の行先・系統表示器は9603号まではオレンジ一色であったが、9604号以降はフルカラーとなった。 
車内の案内表示には液晶ディスプレイが採用されている。液晶ディスプレイは次の駅や運賃などの一般的な案内が行われる。過去においての液晶ディスプレイの種類は車両によって違い、9601号と9602号は比率4:3タイプのディスプレイ、9603号は比率16:9タイプのディスプレイが使われていた。当初のディスプレイでは映像ソフトの上映が可能だった事から、9601号でディスプレイを利用した映画の上映イベントが行われた事があった（北海道新聞2007年8月10日紙面）。9604号からは9600形以外の車両に使われている物と同じ形式の2面液晶ディスプレイタイプ運賃表示器が使われていて、2020年以降は9601 - 9603形車両も全て同じタイプの運賃表示器に更新されている。

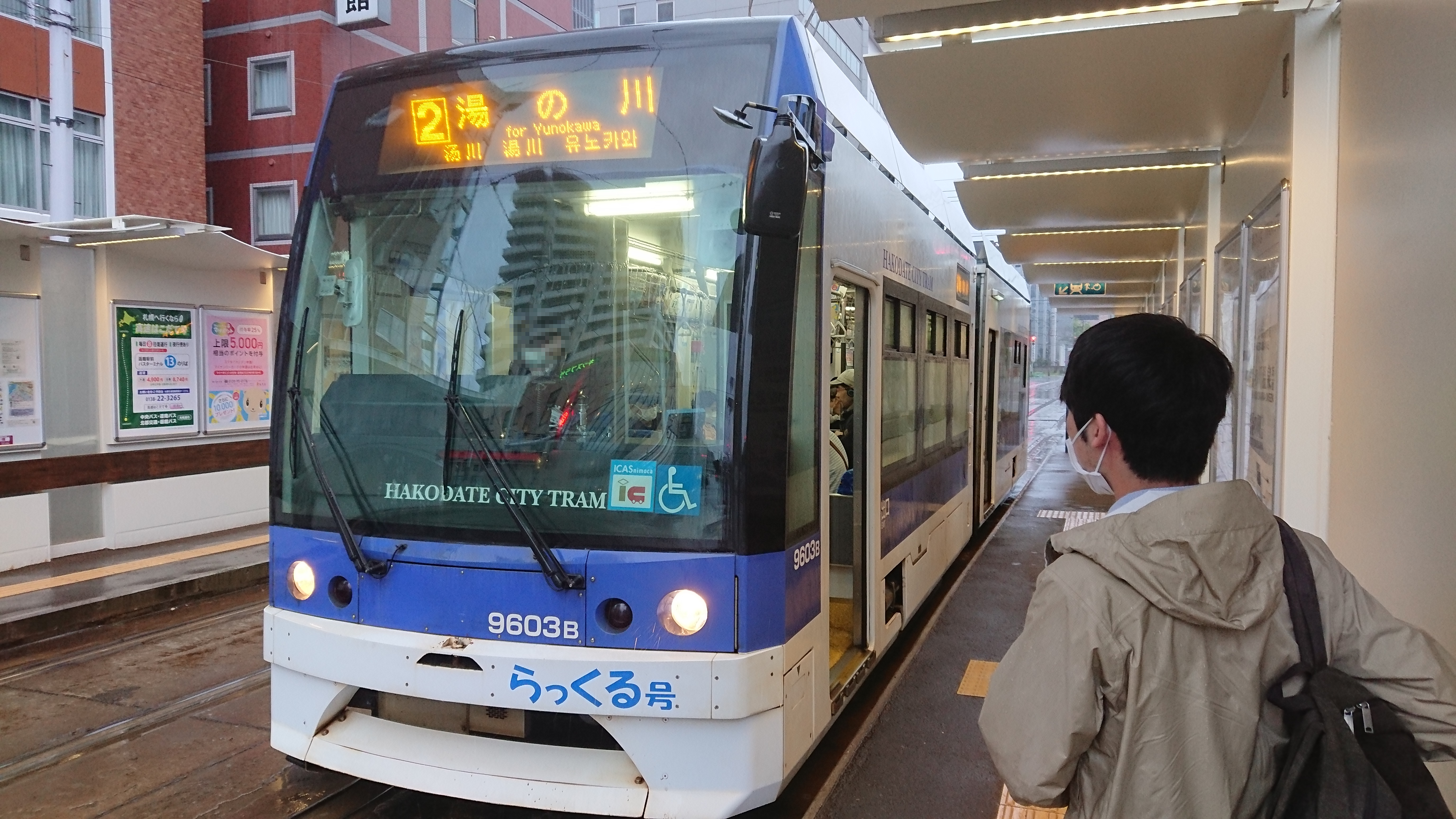
9603号 系統番号がオレンジ表示となっている
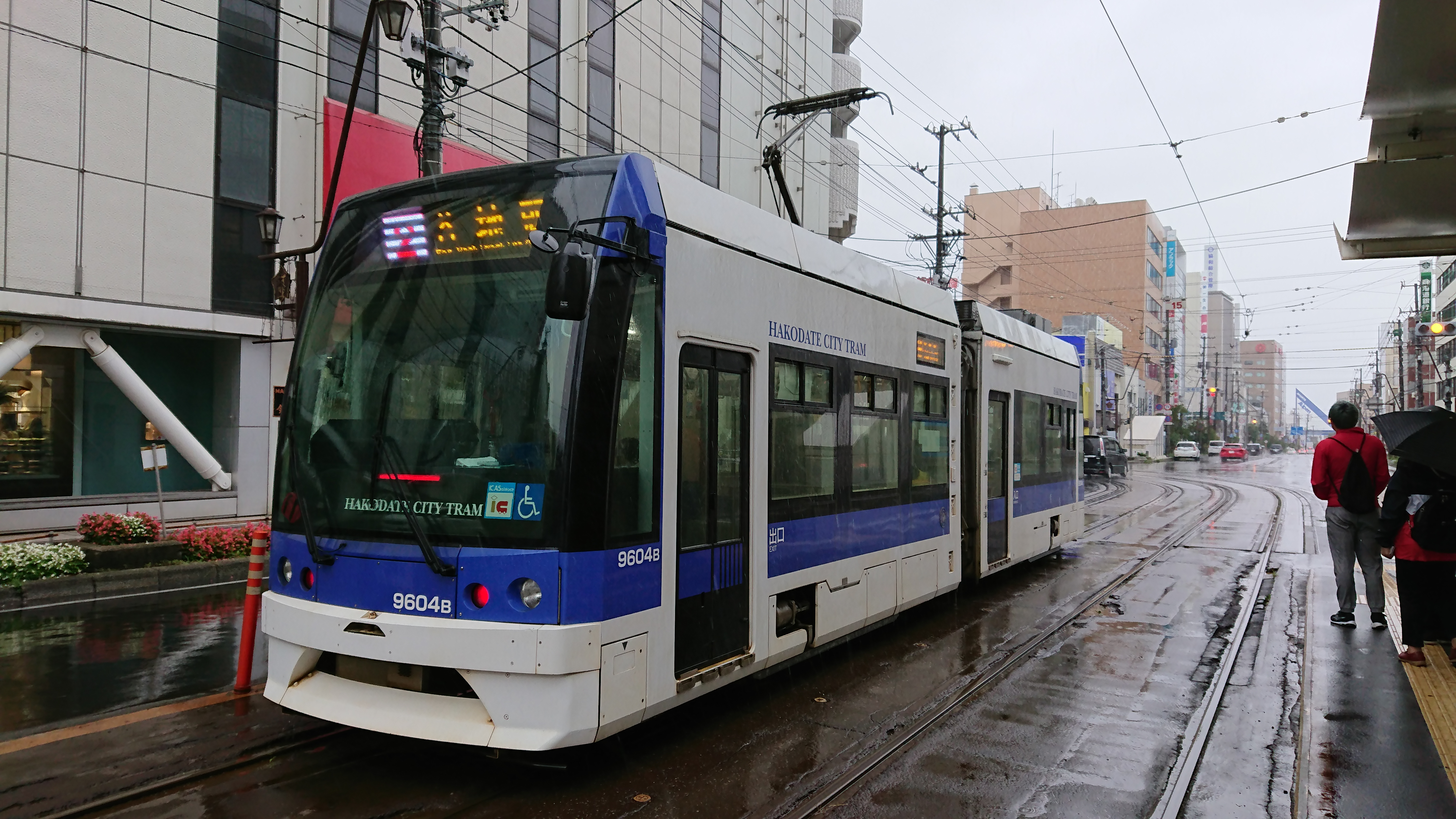
9604号 系統番号がフルカラー表示となっている
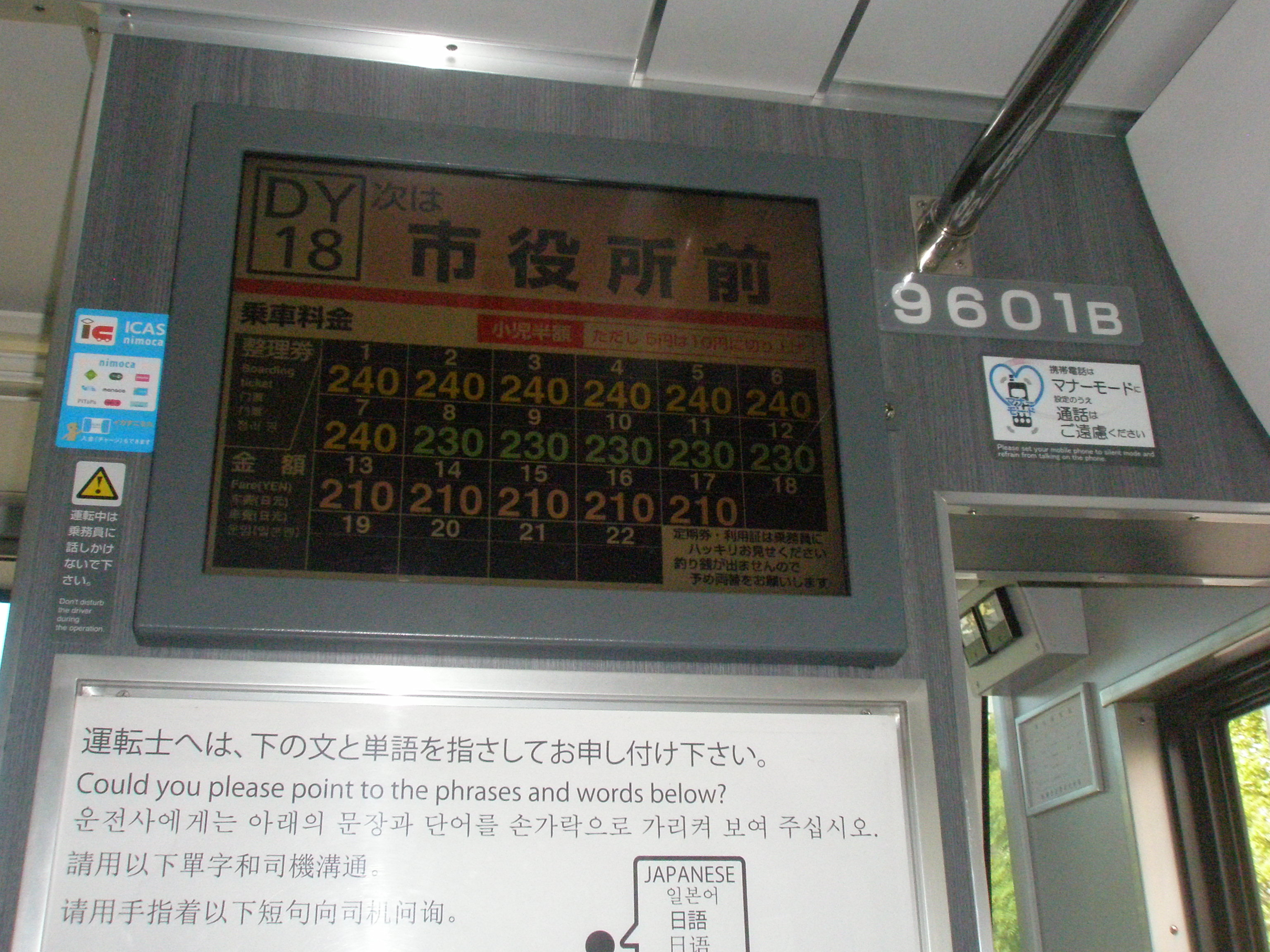
過去に使われた9601号車内の液晶ディスプレイ（比率4:3タイプ）9602号にも同型のものが使われていた
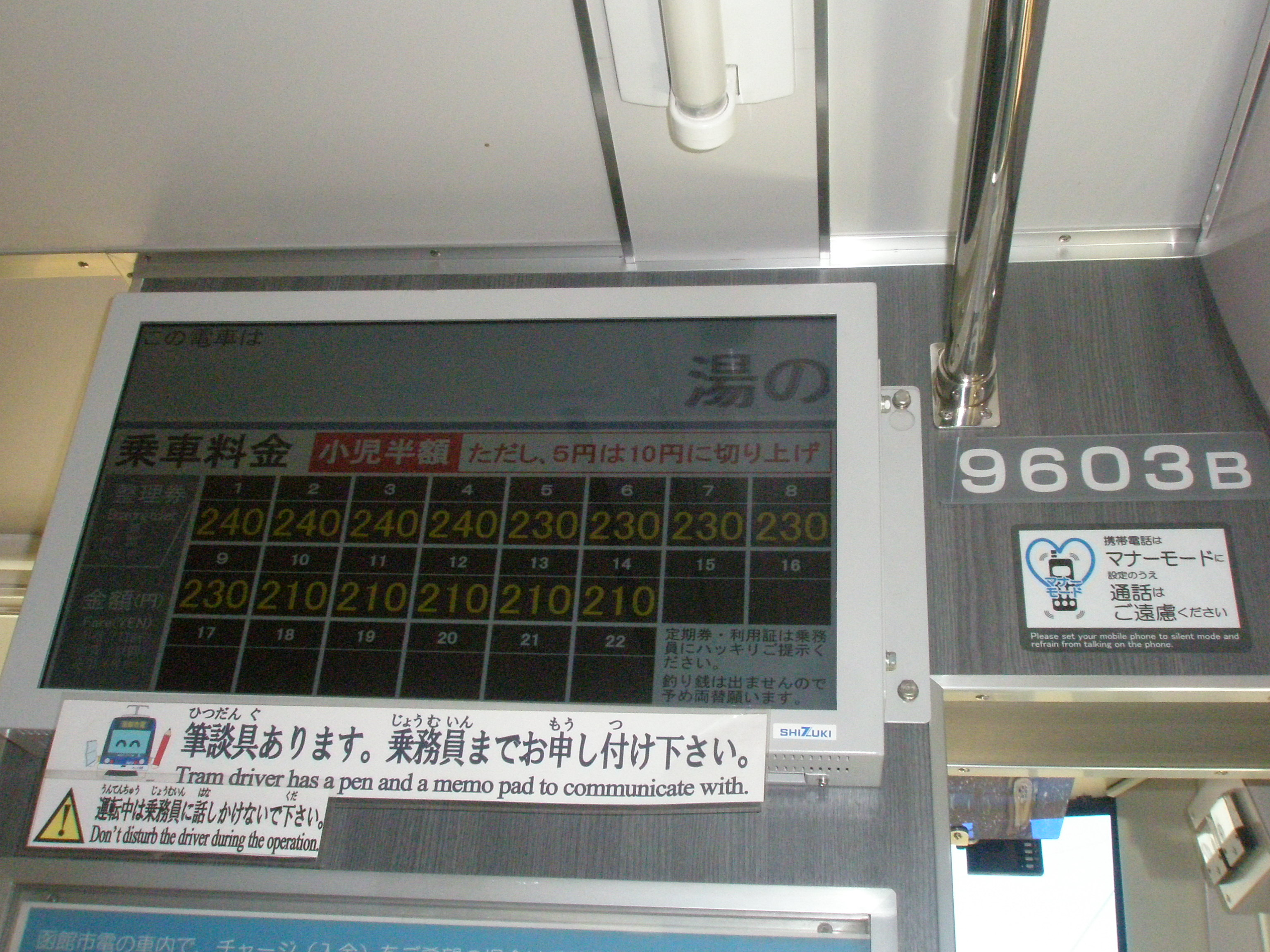
過去に使われた9603号車内の液晶ディスプレイ（比率16:9タイプ）
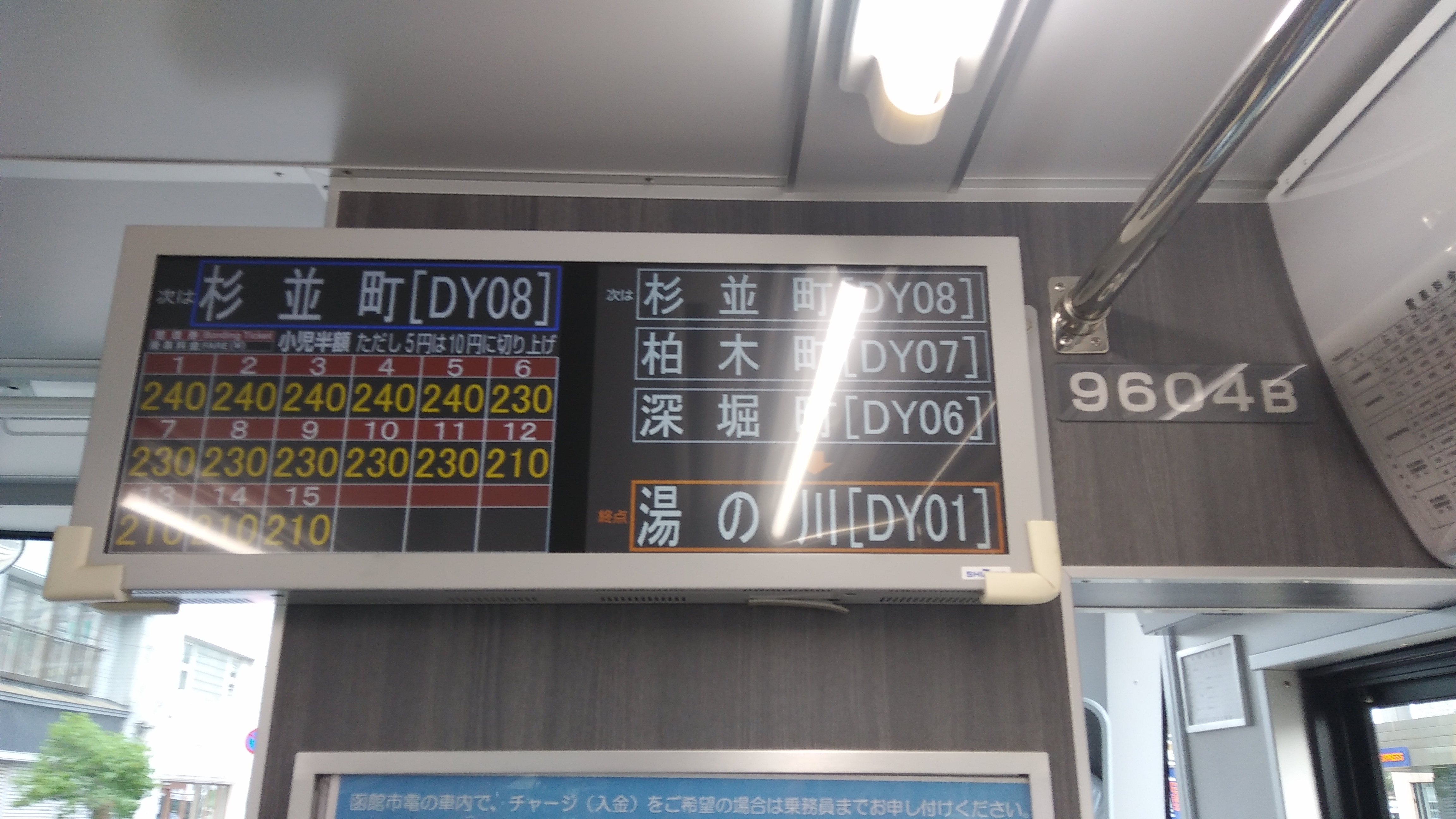
9604号車内の液晶ディスプレイタイプ運賃表示器、2020年以降は9600形電車の全車両がこのタイプに更新されている

運転室機器はツーハンドル式のものが使用されている。

## 製造
| 函館市交通局9600形電車 | 函館市交通局9600形電車 | 函館市交通局9600形電車 | 函館市交通局9600形電車 |
| 車番                   | 編成図                 | 編成図                 | 製造年                 |
| ---------------------- | ---------------------- | ---------------------- | ---------------------- |
| 車番                   | 湯の川方               | どつく前・谷地頭方     | 製造年                 |
| 9601                   | 9601B                  | 9601A                  | 2007年                 |
| 9602                   | 9602B                  | 9602A                  | 2010年                 |
| 9603                   | 9603B                  | 9603A                  | 2014年                 |
| 9604                   | 9604B                  | 9604A                  | 2018年                 |
| 9605                   | 9605B                  | 9605A                  | 2023年                 |

2007年に9601号（2車体をそれぞれ、9601A, 9601B としている）がアルナ車両で製造された。函館搬入後、2007年1月31日に駒場車庫で報道公開された。
2010年3月1日に9602号が函館に搬入され、2010年3月24日から運行を開始した。
2013年12月9日に9603号が搬入され、2014年1月24日から運行を開始した。
2018年2月9日に9604号が導入された。
2023年3月25日に9605号が搬入され、2023年7月7日から運行を開始した。
函館市交通事業経営計画（第2次）において、2013年度の他に2017年度にも超低床電車を1両購入する内容が盛り込まれており、今後においてもさらに本形式が4年ごとに増備される方針である。

## 運用
低床電車が運行される時刻は固定されており、当形式または8100形が運行することとなっており、時刻表にも表示される。
2020年4月29日から翌2021年4月1日改正までの間は、新型コロナウイルス感染症の影響による利用減少に伴う特別ダイヤで運行していたため、低床電車の運行時刻は要問い合わせとされていた。

### 特別運行
2013年6月29日から翌日にかけて、函館の路面電車開通100周年の記念行事で9602号が530号、39号、723号、排4号とともに一列になって全線を練り歩くという『電車大行進』に参加した。また翌日の始発電車前にも同様の『モーニング電車大行進』も行われたが、9602はこの時は参加しなかった。なおこのとき9602には函館市電100周年記念の巨大なステッカーが貼られた。

## ラッピング
9601号
- 2009年に函館開港150周年を記念して、窓部分にあしらった記念ロゴを中心としたラッピングが施され、1年間運行されていた。
- 2010年の路面電車の日を記念して、窓部分にトミーテックキャラクターコンテンツ・鉄道むすめ「松風かれん（運転士）」のラッピングがその年の5月20日から7月20日まで施されていた[12]。
- 2017年3月25日から2019年4月頃[5][13]まで、函館市電にてICAS nimocaの運用が開始された事を知らせる目的で、ICAS nimocaのラッピングを施して運行されていた。
- 2021年、転生したらスライムだった件（講談社）の公式ウェブサイトで「路面電車擬態プロジェクト」が1年以上をかけて行われる事が同年7月27日に発表され[14]、その一環として同年10月より9601号にラッピングが施されている[5][15]。

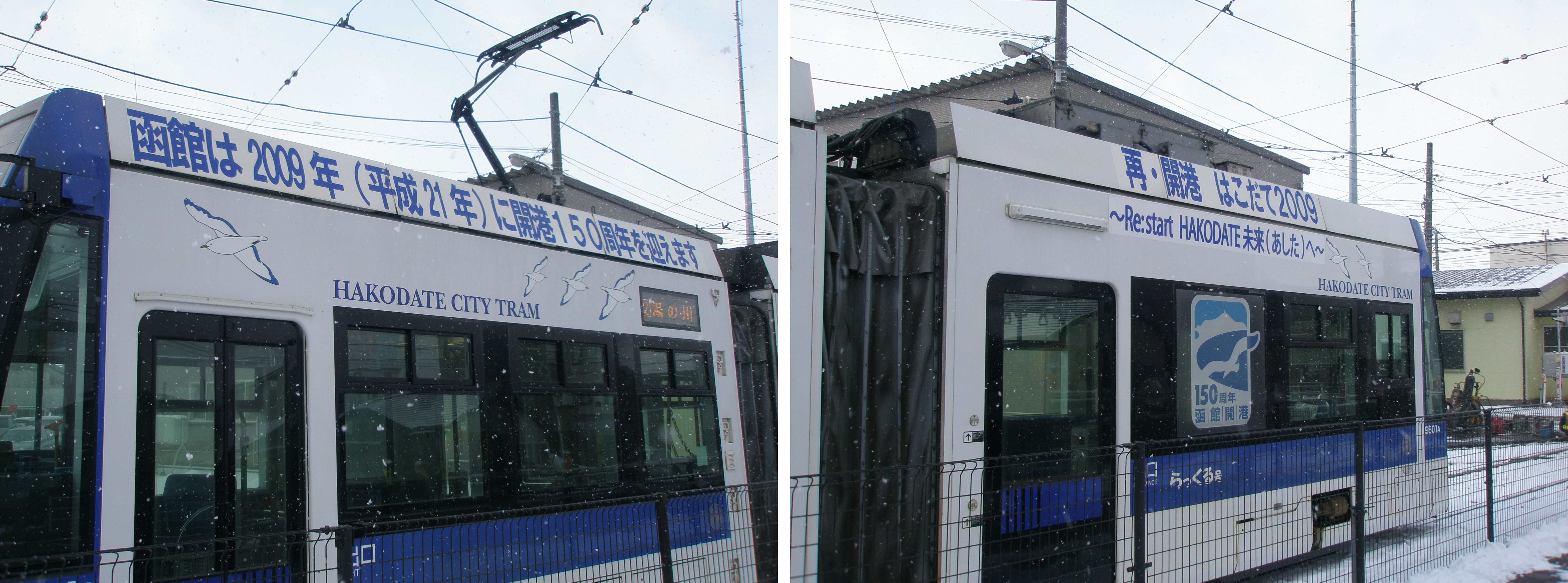
窓部分の函館開港150年記念ロゴを中心にラッピングを施した9601号（前後部を1両ずつ拡大撮影したものを2枚合成）
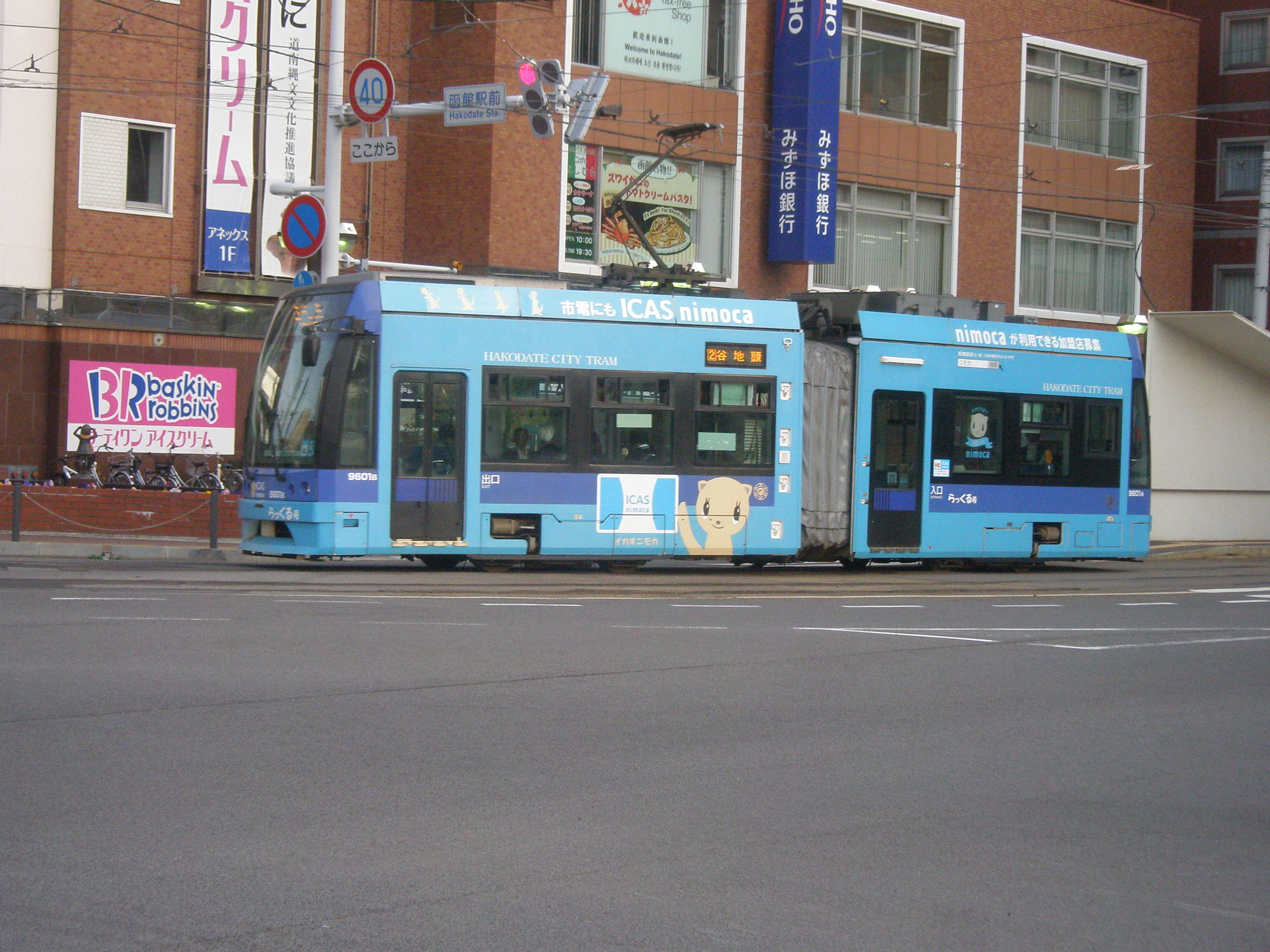
ICAS nimocaのラッピングが施された9601号
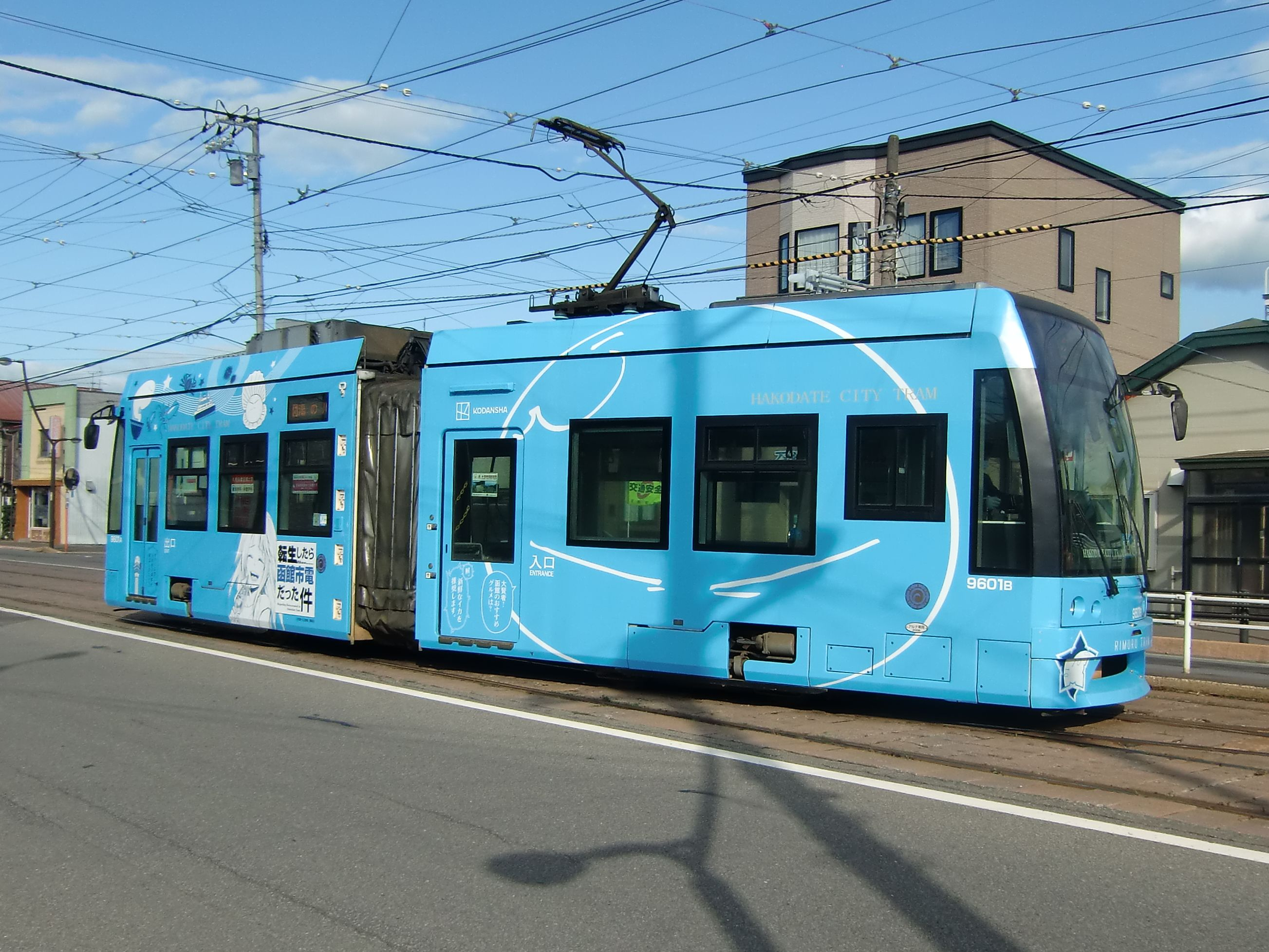
「転生したらスライムだった件」のリムルが擬態した（という企画設定の上でラッピングを施した）9601号

9602号
- 2016年3月26日に開業した北海道新幹線を記念して、2014年10月1日から新幹線H5系電車と同じ車両外装配色のラッピングを施し、2016年11月18日まで運行されていた[16][17]。
- 2018年8月25日 - 26日に函館市内・緑の島で開催された、函館出身アーティスト「GLAY」の凱旋野外ライブ『GLAY × HOKKAIDO 150 GLORIOUS MILLION DOLLAR NIGHT Vol.3』を記念して、GLAYメンバーと開催告知のラッピングが施された9602号が2018年9月中旬まで運行されていた[18]。
- 2019年には函館市企業局水道部の函館水道創設130年を記念したラッピングを施されて運行されていた[19]。

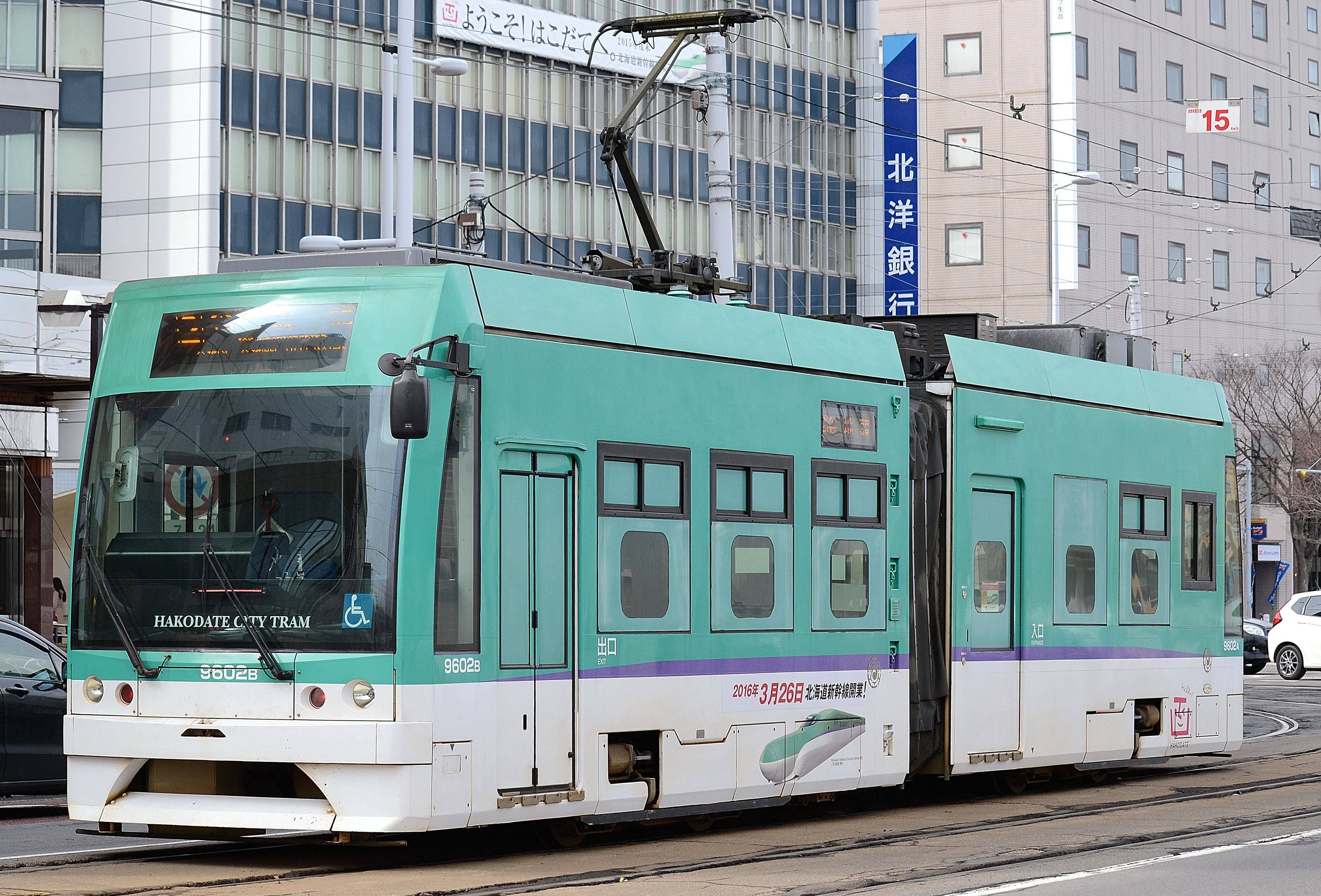
H5系新幹線車両と同じ配色にラッピングされた9602号
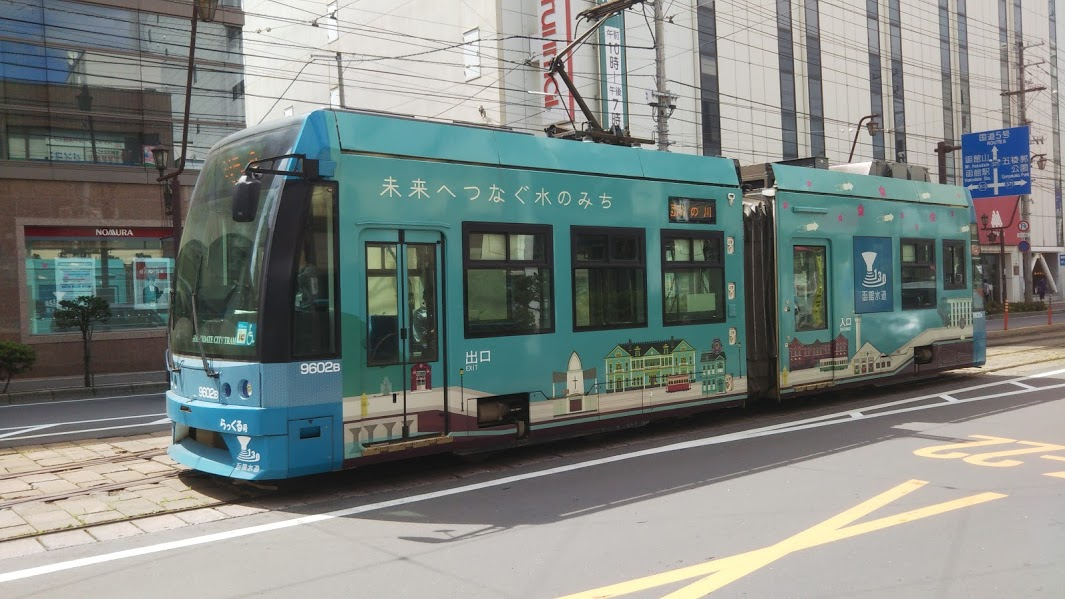
函館市企業局水道部による函館水道創設130年記念のラッピングが施された9602号

9603号
- 2024年4月公開の劇場版『名探偵コナン 100万ドルの五稜星』コラボ企画としラッピングが施され、車内にもキャラクターの絵が施されている。公開期間中である2024年4月12日～9月30日まで運行した。

その他
- 2021年現在、9600形車両においても他の車両と同様に企業ラッピングが行われるようになり、2021年7月19日時点では9602号と9604号で企業ラッピングが行われている[5]。

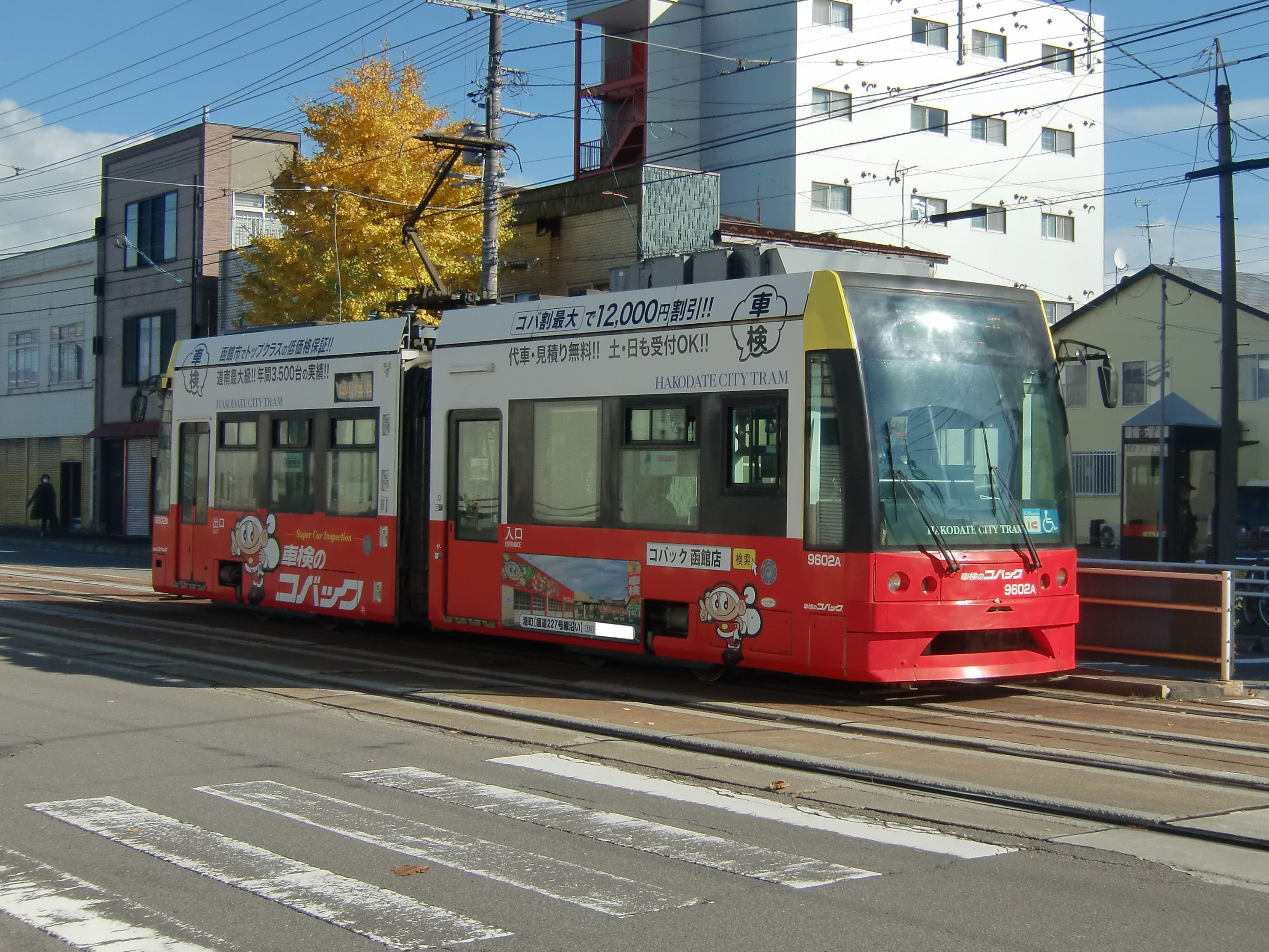
企業ラッピングされた9602号（車検のコバック、2021年）